# 최계영
최계영(崔契英, 1963년 9월 3일 ~ )은 대한민국의 야구 선수로 전 KBO 리그 롯데 자이언츠의 외야수였다.

## 출신학교
- 동성중학교
- 부산고등학교
- 건국대학교